# Cratere Tai-yü
Tai-yü  è un cratere sulla superficie di Eros.